# Quartier Malakoff - Saint-Donatien
Le quartier Malakoff - Saint-Donatien est un des onze quartiers de Nantes, en France.

## Description
Ce quartier est délimité :
- à l'ouest par l'Erdre jusqu'au Pont de la Tortière, puis les rues Sully et Henri-IV (à l'est des cours Saint-Pierre et Saint-André et de la place Duchesse-Anne), et le canal Saint-Félix ;
- au nord et à l'est, par les « boulevards de ceinture » (boulevard des Belges, boulevard des Poilus, boulevard de Doulon et boulevard de Seattle ;
- au sud, par la Loire (l'ouest de la prairie de Mauves).

## Dénomination
Le micro-quartier de Malakoff, le plus au sud de ce quartier, doit son nom au quai homonyme, dont la dénomination évoque la bataille de Malakoff en 1855. « Saint-Donatien » est un des deux vocables de la basilique Saint-Donatien-et-Saint-Rogatien, situé dans la partie septentrionale du quartier, qui est vouée à Donatien de Nantes et à son frère Rogatien, les deux premiers martyrs chrétiens de la ville.

## Les micro-quartiers
Selon l'Insee, il est constitué de 10 micro-quartiers.

### Agenêts
Constitué autour de la rue des Agenêts, où a été construit en 1956 le premier groupe d'immeubles nantais sous l'appellation HLM.

### Caserne Mellinet
Du nom d'une caserne d'artillerie créée sur l'emplacement du domaine de l'Éperonnière, auparavant occupé par le pensionnat des Ursulines. La partie au sud de la rue de la Mitrie est la caserne Richemont.
D'ici 2030, l'ancienne « caserne Mellinet » qui s'étend sur 13,5 hectares doit laisser la place à un nouveau quartier qui comptera environ 1 700 logements. Certains bâtiments pittoresques représentatifs de l'architecture militaire seront conservés, comme l'infirmerie et les anciennes écuries.

### Coudray
Du nom d'un ancien château, dont témoigne le nom de la rue du Coudray.

### Coulmiers-Jardin des Plantes
Doit son nom à la rue de Coulmiers et au jardin des Plantes, le quartier abrite également le cimetière La Bouteillerie et l'ancienne manufacture des tabacs.

### Dalby

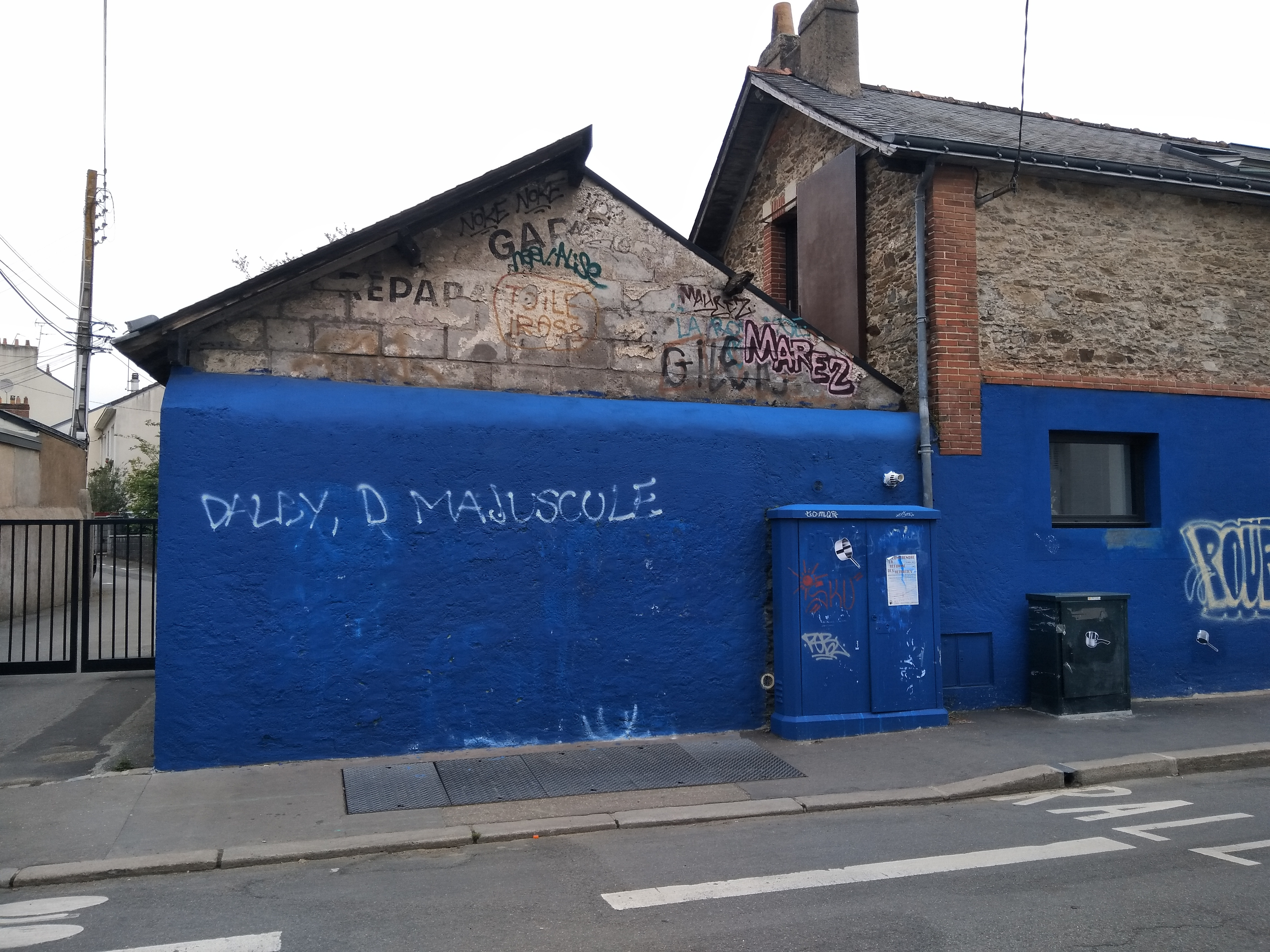
Tag sur un mur "Dalby, D Majuscule".

Ce micro-quartier se constitue autour du boulevard Ernest-Dalby dont l'extrémité nord longe le parc de la Noë Mitrie. Cette artère marquait la limite ouest de l'ancienne commune de Doulon.

### Malakoff
Quartier HLM Malakoff, rénové et transformé sous le cadre de l'opération « Malakoff Pré-Gauchet » (ou « nouveau Malakoff »). Il contient la petite Amazonie au Nord .

### Richebourg-Saint-Clément
Noms de deux anciens faubourgs, portés par la rue de Richebourg et église Saint-Clément, on trouve dans ce quartier le lycée Georges-Clemenceau et le musée des beaux-arts.

### Saint-Donatien
Il est marqué par la présence de la basilique Saint-Donatien-et-Saint-Rogatien, à côte de laquelle se trouve la chapelle Saint-Étienne, ainsi que le lycée Eugène-Livet.

### Toutes-Aides
Du nom de l'église Notre-Dame-de-Toutes-Aides, il abrite l'hôpital Bellier et le siège social de la SEMITAN qui se trouve à proximité. Il constitue une partie occidentale l'ancienne commune de Doulon, à l'ouest du boulevard de Doulon et de la place Gabriel-Trarieux (la partie à l'est de ces deux voies publiques dépendant du quartier Doulon - Bottière). Cette commune a été unie à la ville de Nantes en 1908.

### Vieux-Malakoff
Ce micro-quartier s'étend depuis le long du quai Malakoff avec la gare de Nantes et le stade Marcel-Saupin.

### Waldeck-Sully
Autour de la place Waldeck-Rousseau et la rue Sully.

## Démographie
La cité Malakoff au sud est plus dense que le quartier Saint-Donatien au nord. Ce clivage a été atténué par l'opération immobilière autour de la Zac Sully, proche du centre-ville. La partie sud du quartier (Malakoff/Pré Gauchet) a fait l'objet d'un vaste projet d'urbanisme.
En 2008, avec 31 635 habitants soit 11,7 % de la population nantaise cette année-là, le quartier était le troisième plus peuplé de la ville. Sa pyramide des âges était quasiment la même que celle de la ville entière. Cependant les moins de 50 ans, et en particulier ceux de la classe d'âge 15-24 ans, était légèrement sur-représentée. La moitié de la population avait moins de 30 ans.
L'habitat du quartier est très hétérogène, et de ce fait intègre toutes les catégories de population, même si par micro-quartier la répartition est moins homogène. Cette dilution explique que le taux de chômage, la composition sociale et la répartition entre actifs et inactifs du quartier ne se distinguent pas de ceux de Nantes dans sa globalité.

## Administration
Le quartier compte actuellement une mairie annexe située no 5 boulevard de Berlin dans le quartier de Malakoff.

## Le quartier dans la culture
Le quartier Malakoff-Saint-Donation est le cadre géographique du livre enquête La Moindre des choses publié en 2014.